# Divergentie (wiskunde)
In de wiskunde is divergentie het tegenovergestelde van  convergentie. Een rij, reeks (som) of een integraal is divergent als deze niet convergent is. Ruwweg kan men stellen dat divergentie inhoudt dat in de limiet de waarde blijft schommelen, of niet begrensd is.

## Voorbeelden
De oneindige som
{\displaystyle 1-1+1-1+...}
is divergent. Als men de som van de eerste {\displaystyle n} termen neemt, met {\displaystyle n} even, is de som nul, maar voor oneven {\displaystyle n} is deze gelijk aan een. Het is duidelijk dat de totale som dus niet goed gedefinieerd kan zijn. 
Een ander bekend voorbeeld is de integraal 
{\displaystyle \int _{1}^{\infty }{\frac {1}{x}}\mathrm {d} x}
Aangezien de functie {\displaystyle 1/x} snel klein wordt, zou men kunnen hopen dat de bovenstaande integraal eindig is, maar dat is niet zo. Elementaire analyse geeft inderdaad dat 
{\displaystyle \int _{1}^{a}{\frac {1}{x}}\mathrm {d} x=\ln a}
en dit is duidelijk onbegrensd voor {\displaystyle a\rightarrow \infty }.

## Natuurkunde
Ook in de natuurkunde treedt divergentie op. Het behandelen van divergente uitdrukkingen in de veldentheorie is de verwezenlijking van de theorie van renormalisatie en regularisatie.